# Mont Hulin
Pour les articles homonymes, voir Hulin (homonymie).
Le mont Hulin est situé dans le Pas-de-Calais. Faisant partie de la cuesta du Boulonnais, il se situe sur les hauteurs de la ville de Desvres.
Il est situé à moins d'un kilomètre au nord d'un autre point haut, le mont Pelé, culminant à 208 m d'altitude, qui est le point culminant du Boulonnais.

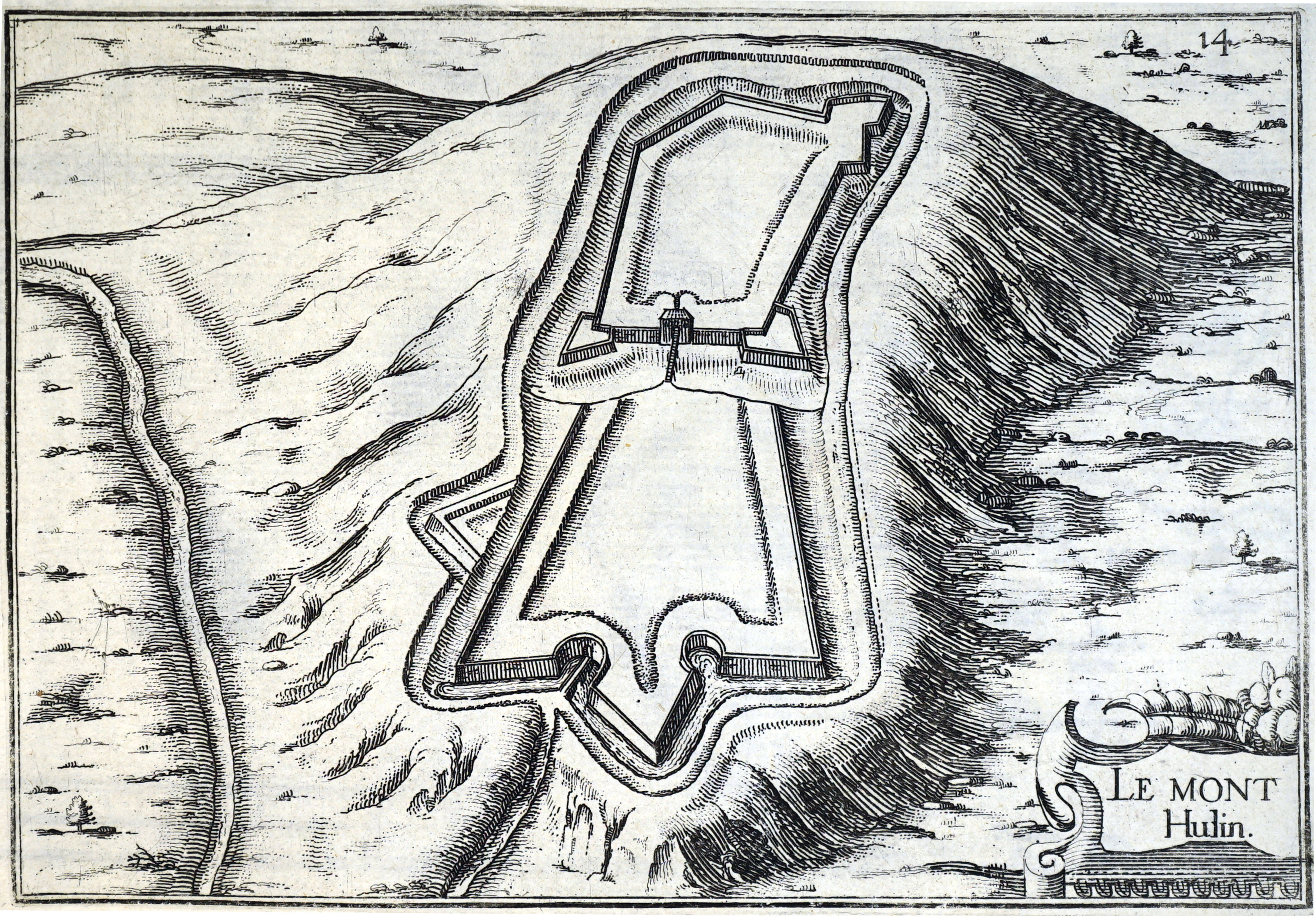
Plans et profils..., 1634, Christophe Tassin, bibliothèque Carnegie (Reims).

Il fut l'emplacement d'une forteresse stratégique au Moyen Âge. François Ier puis Henri II chargèrent Jean d'Estrées de fortifier la place, jusqu'à la paix avec l'Angleterre (Traités du Cateau-Cambrésis).